# Hyperolius kachalolae
Hyperolius kachalolae är en groddjursart som beskrevs av Schiøtz 1975. Hyperolius kachalolae ingår i släktet Hyperolius och familjen gräsgrodor. IUCN kategoriserar arten globalt som livskraftig. Inga underarter finns listade i Catalogue of Life.